# Umesh Maskey
Umesh Maskey (ur. w Katmandu) – nepalski bokser, olimpijczyk, uczestnik LIO 1984.
Podczas igrzysk w Los Angeles startował w wadze lekkopółśredniej. W pierwszej rundzie miał wolny los. W drugiej jego przeciwnikiem był Ikhlef Ahmed Hadj Allah z Algierii. Maskey przegrał z Allahem przez RSC w drugiej rundzie (w 1 minucie i 51 sekundzie), i tym samym odpadł z rywalizacji o medale, zajmując 17. miejsce.